# Сергиевка (Чернавский сельсовет)
Сергиевка — деревня Измалковского района Липецкой области.
Входит в состав Чернавского сельсовета.

## География
Деревня расположена на левом берегу реки Большая Сосна.
Через Сергиевку проходят просёлочные дороги, одна из которых выходит на автомобильную дорогу Р-119. В деревне имеется одна улица — Механизаторов.

## Население
| 2010 |
| ---- |
| 12   |